# Herbert Rosendorfer

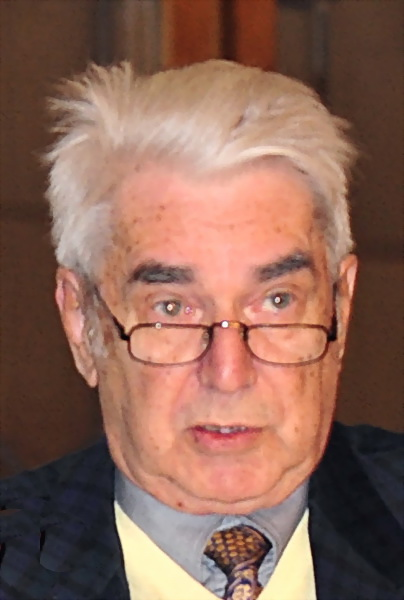
Herbert Rosendorfer, 2009

Herbert Rosendorfer (* 19. Februar 1934 in Bozen; † 20. September 2012 ebenda) war ein deutscher Jurist, Schriftsteller und Karikaturist. Er verwendete auch das Pseudonym Vibber Tøgesen.

## Leben
Herbert Rosendorfer wurde 1934 im Bozener Stadtviertel Gries geboren. Sein Vater (1910–1943), ein Sparkasseninspektor, fiel im Zweiten Weltkrieg, sodass die Mutter (1913–1963) ihn und zwei weitere Geschwister allein aufziehen musste. Von 1939 bis 1943 lebten sie in München, 1943 zogen sie wegen des Krieges nach Kitzbühel zu den Großeltern. 1948 kamen sie nach München zurück.
Nach dem Abitur studierte Rosendorfer ein Jahr Bühnenbild an der Akademie der Bildenden Künste München, ab 1954 aber Rechtswissenschaften an der Ludwig-Maximilians-Universität München. Da die finanziellen Mittel der Familie sehr beschränkt waren, finanzierte er sein Studium überwiegend als Werkstudent über das Studentenwerk. Wolfgang Kunkel und Murad Ferid förderten ihn. 1963 legte er das Zweite Staatsexamen ab, ab 1965 arbeitete er als Gerichtsassessor und Staatsanwalt in Bayreuth, 1967 wurde er Amtsrichter in München. Ab 1993 war er Richter am Oberlandesgericht Naumburg.
Rosendorfer war zweimal verheiratet. Aus der langjährigen ersten Ehe stammen drei Kinder, aus der 1997 geschlossenen zweiten Ehe mit der Journalistin und Kinderbuchautorin Julia Andreae (* 1966) stammt eine weitere Tochter. Seit seiner Pensionierung 1997 lebte er in Eppan in Südtirol.

## Tätigkeit als Richter
Rosendorfer war 24 Jahre lang Richter am Amtsgericht München. Seine schon in der Referendarzeit begonnene schriftstellerische Tätigkeit war nicht ohne Einfluss auf Stil und Inhalt seiner Entscheidungen. Er hatte einen ironischen Blick auf seine Fälle. Zwei seiner Urteile erregten Aufsehen. Im ersten erklärte er, die Insassen eines Unfallfahrzeugs könnten unter gar keinen Umständen die Wahrheit sagen:
„Das Gericht hat noch nie erlebt, daß jemals ein Fahrer, der als Zeuge oder Partei vernommen wurde, eigenes Fehlverhalten eingeräumt oder zugestanden hätte. Wenn dies einmal tatsächlich passieren sollte, dann müßte man schlicht und einfach von einem Wunder sprechen. Wunder kommen aber in der Regel nur in Lourdes vor, wenn beispielsweise ein Blinder wieder sehen kann oder ein Lahmer wieder gehen kann, oder aber in Fatima, wenn sich während der Papstmesse eine weiße Taube auf den Kopf des Papstes setzt“.
Das zweite Urteil erging zu der Frage, ob jemand, der sein Fahrzeug nicht reparieren lässt, gleichwohl die „fiktive Mehrwertsteuer“ verlangen kann, die gar nicht angefallen ist. Der Leitsatz „Zwei Fiktionen sind eine Fiktion zu viel“ durchzieht die Diskussionen über diese Probleme bis heute; der Bundesgerichtshof hat mehrfach zwischen den Meinungen hin und her geschwankt.
Zum grundsätzlichen Problem der Gerechtigkeit merkte Rosendorfer an:

„Im Schönfelder gibts das Wort Gerechtigkeit nicht, das müsste irgendwo zwischen ‚Geräusche‘ und ‚Gericht‘ stehen – da finden Sie aber nichts. Gerechtigkeit hat mehr mit der juristischen Fantasie zu tun als mit der juristischen Dogmatik.“

Angesichts seines umfassenden künstlerischen Werks wurde Rosendorfer oft gefragt, warum er seinen Beruf als Richter nie aufgegeben habe. Dazu sagte er:
„Eine zynische Ader hat dazu geführt, dass ich Jura studiert habe … Ich würde vieles anders machen, aber Jura studieren würde ich wieder und Richter werden. … obwohl: Manchmal wollte ich die Akten am liebsten beim Fenster rauswerfen, aber so im Großen und Ganzen hab ich’s schon gerne gemacht.“

## Künstlerisches Werk
Rosendorfers künstlerisches Werk ist nicht nur im Bereich der Literatur, dort aber in besonderem Maße von einem ironischen, satirischen und manchmal zynischen Blick auf die Menschen gekennzeichnet:

„Ich liebe den einzelnen Menschen, jeder, der mir näher kommt, den ich näher kennenlernen möchte, im Großen und Ganzen, mit Ausnahmen. Aber insgesamt betrachte ich die Menschheit doch ein bisschen als Ungeziefer, weil sie unsere Erde zerstört.“

### Literatur

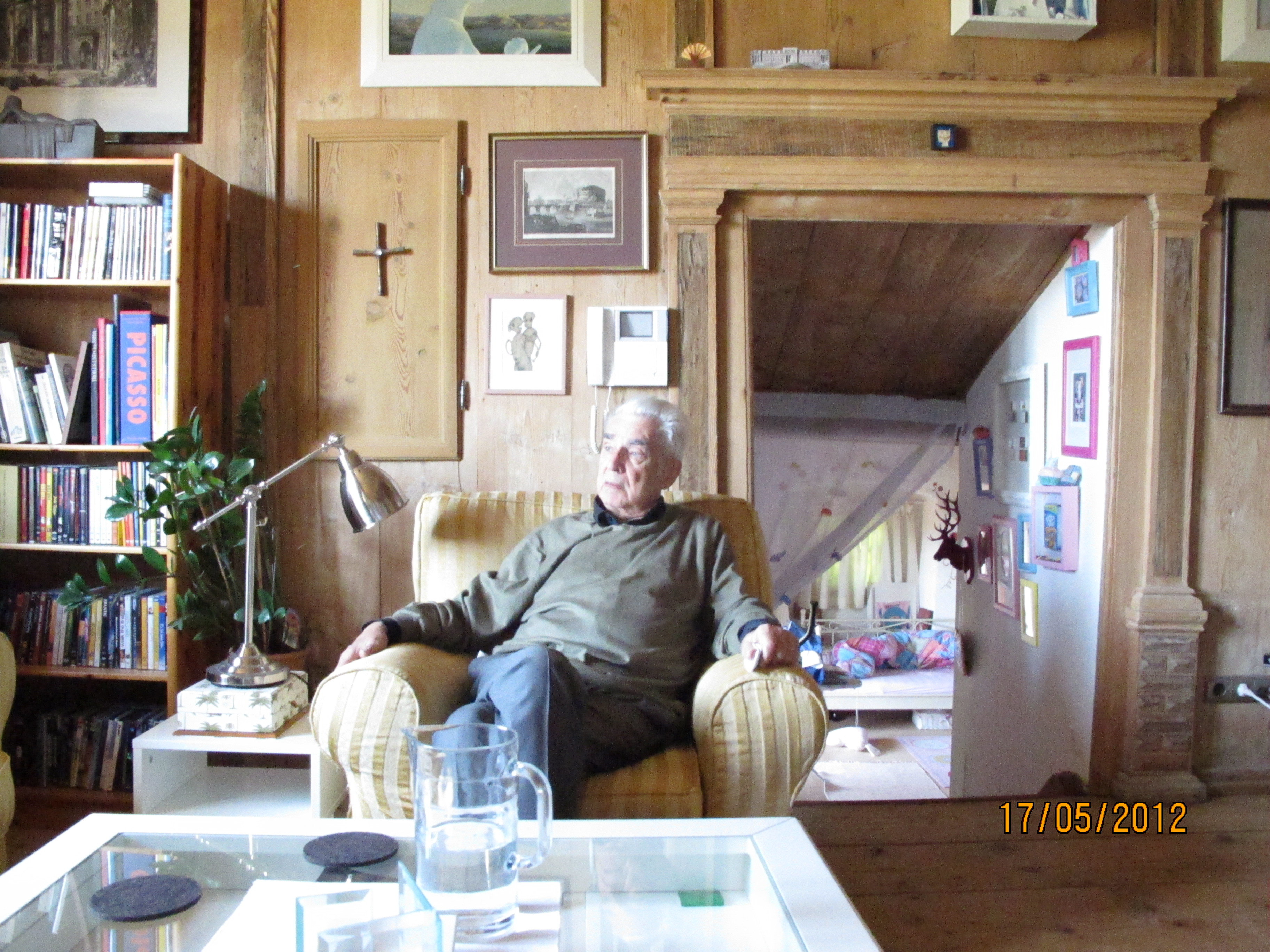
Herbert Rosendorfer im Ansitz Massauer, Eppan Mai 2012

### Musik
Rosendorfer beschäftigte sich in seinem Werk immer wieder mit Musik. Eines seiner ersten Bücher, Bayreuth für Anfänger, befasst sich unter anderem mit Richard Wagner; er versuchte sich auch „hier und da als Tonsetzer“.

### Zeichnungen und Aquarelle
Rosendorfers zeichnerische Begabung zeigt sich an seinem Entschluss, an der Kunstakademie München Bühnenmalerei zu studieren. Dieses Studium brach er zwar ab, aber er legte danach nicht nur in seinen Büchern manche Zeichnungen und Aquarelle vor. Sie haben überwiegend satirisch-kritischen Charakter.

## Wissenschaftliche Tätigkeit
1990 wurde Rosendorfer von der Ludwig-Maximilians-Universität München zum Honorarprofessor für Bayerische Literaturgeschichte ernannt.

## Letzte Jahre
Über seine letzten Jahre berichtete Rosendorfer in einem ausführlichen Interview mit Paul Sahner. Sie waren von intensiver künstlerischer Tätigkeit, aber auch von Krankheiten gekennzeichnet: 2002 wurde ein Nierentumor operativ entfernt, 2006 ein Darmtumor; 2011 hatte sich ein Lungenkrebs entwickelt, an dem er ein Jahr später mit 78 Jahren starb.
Auch über den Tod dachte der kritische Katholik ironisch nach:

„Es gibt vermutlich einen Himmel für kritische Katholiken, der so ein bisschen in das Heidnische hinüberspielt. Da sind auch die heidnischen Götter. Da sind Zeus und Venus. Auf die Venus freue ich mich natürlich besonders, Amoretten dort oben sind erwünscht. Aber auch der heilige Franziskus wird sich gelegentlich zeigen. Ich nehme an, dass es da etwas gibt, wo nicht unbedingt der Papst und das Kardinalskollegium versammelt sind.“

## Auszeichnungen und Ehrungen

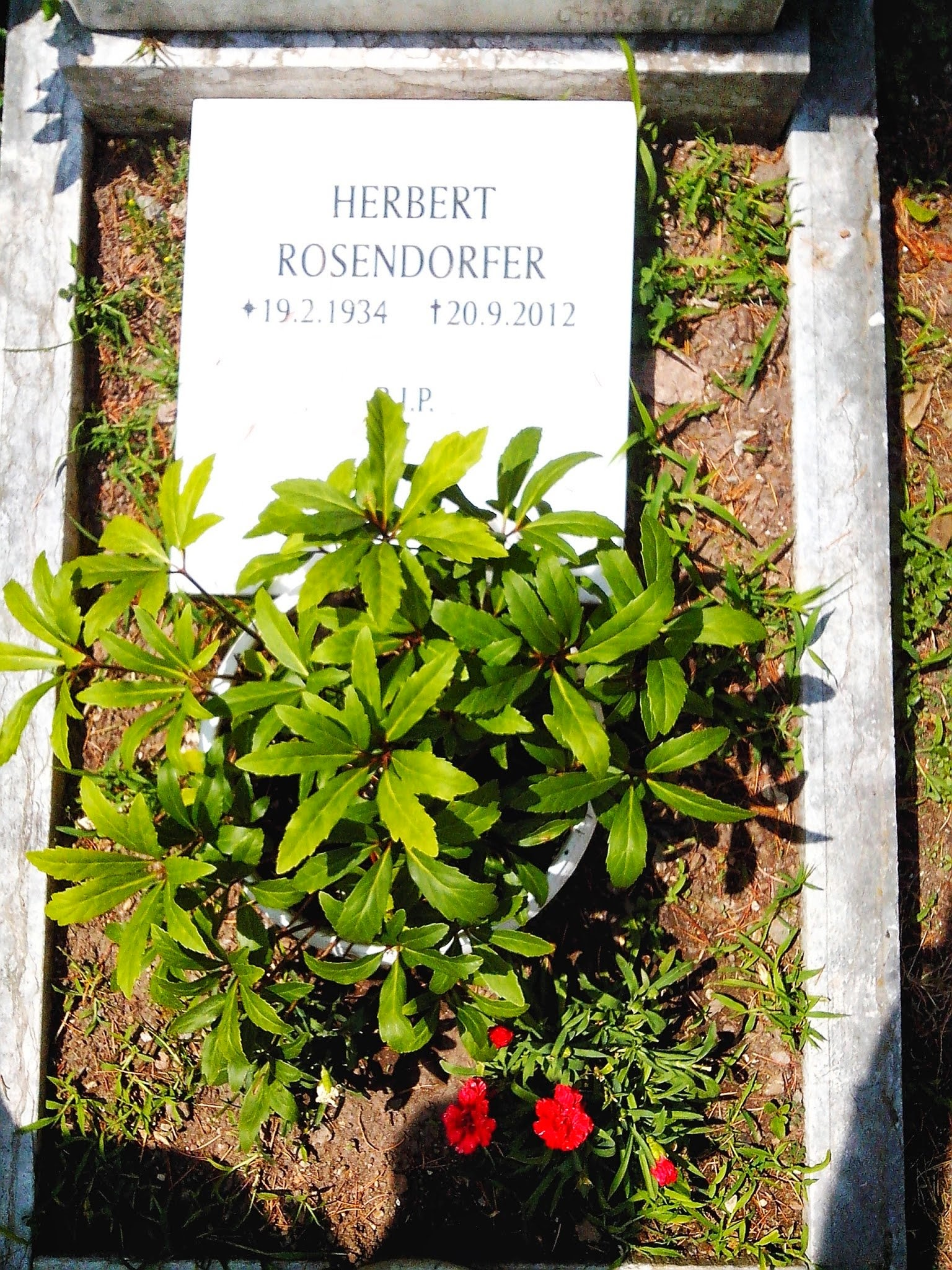
Das Grab Herbert Rosendorfers in Bozen-Gries im Juli 2013

- 1970: Bayerischer Kunstförderpreis
- 1977: Tukan-Preis
- 1991: Ernst-Hoferichter-Preis
- 1992: Oberbayerischer Kulturpreis
- 1992: Bayerischer Poetentaler
- 1993: Kurd-Laßwitz-Preis für Die Goldenen Heiligen oder Columbus entdeckt Europa als bester Roman
- 1993: Deutscher Science-Fiction-Preis für Die Goldenen Heiligen oder Columbus entdeckt Europa
- 1996: Bundesverdienstkreuz Erster Klasse
- 1998: Kurd-Laßwitz-Preis, Nominierung für Die große Umwendung: neue Briefe in die chinesische Vergangenheit als bester Roman
- 1999: Jean-Paul-Preis[20] für das literarische Gesamtwerk
- 2000: Deutscher Fantasypreis
- 2004: Österreichisches Ehrenkreuz für Wissenschaft und Kunst Erster Klasse
- 2004: Bayerischer Verdienstorden
- 2005: Literaturpreis der Landeshauptstadt München
- 2010: Corine für das Lebenswerk: Ministerpräsident Horst Seehofer ehrte den Preisträger als Dichter mit hohem literarischen Anspruch, großem Unterhaltungswert „und etwas, worauf wir in Bayern besonders großen Wert legen, obwohl es nicht immer verstanden wird: einer feinen Ironie“.

Rosendorfer war Mitglied der Bayerischen Akademie der Schönen Künste und der Akademie der Wissenschaften und der Literatur in Mainz. Er war von 1979 bis 2010 Mitglied der Münchner Turmschreiber und von 1983 bis 2006 in fast allen Jahrbüchern dieser Vereinigung mit Beiträgen vertreten.

## Werke

### Bücher
- Die Glasglocke. Erzählung, Mit 3 Holzschnitten von Meinolf Mandelartz, Diogenes, Zürich 1966, DNB 457972637.
- Oberbayern: Östlicher Teil. Polyglott (Polyglott-Reiseführer #603), Köln & München 1967.
- Bayreuth für Anfänger. Mit Zeichnungen von Luis Murschetz. Diogenes, Zürich 1969 (unter dem Pseudonym Vibber Tøgesen). Überarbeitete und stark erweiterte Neuausgabe: Nymphenburger, München 1979, ISBN 3-485-00365-4.
- Der Ruinenbaumeister. Roman. Diogenes, Zürich 1969, DNB 457972645.
- Der stillgelegte Mensch. Erzählungen. Diogenes, Zürich 1970.
- Die Legende vom heiligen Amyntias von Segesta, der die Versuchung überwunden hatte. Mit 6 Federzeichnungen und einer Original-Radierung von Peter Schwandt. Anabis, Berlin 1970.
- Über das Küssen der Erde: Frühe Schriften zu Politik und Kunst. Vorwort von Friedrich Torberg. Zeichnungen von Paul Flora. Diogenes, Zürich 1971.
- Scheiblgrieß. Zürich 1970.
- Aechtes Münchner Olympiabuch: Eine Einführung in das Wesen der Olympiastadt und den Geist ihrer Bewohner, einschließlich der Beschreibung aller bayrischen Sportarten, die bei den Olympischen Spielen fehlen. Mit Zeichnungen von JOB (Johannes Behler). Im Anhang: Kleine Wortkunde von Ludwig Merkle. Biederstein, München 1971, ISBN 3-7642-0145-2. Neuauflage als: Königlich bayerisches Sportbrevier. Nymphenburger, München 1984, ISBN 3-485-00473-1.
- Deutsche Suite. Roman. Diogenes, Zürich 1972, ISBN 3-257-01493-7.
- Herbstliche Verwandlungen. Erzählung. Relief, München 1972.
- Großes Solo für Anton. Roman. Diogenes, Zürich 1976, ISBN 3-257-01526-7.
- Skaumo. Erzählung. Diogenes, Zürich 1976, ISBN 3-257-20252-0.
- Stephanie und das vorige Leben. Roman. Hoffmann und Campe, Hamburg 1977, ISBN 3-455-06343-8.
- Der Prinz von Homburg oder Der Landgraf mit dem silbernen Bein. Biographie. Nymphenburger, München 1978, ISBN 3-485-00340-9.
- Fräulein Mary Doll: Eine Geschichte: Den Freunden der Nymphenburger Verlagsbuchhandlung überreicht zu Neujahr 1979. Nymphenburger, München 1978, DNB 112725510X.
- Eichkatzelried: Geschichten aus Kindheit und Jugend. Nymphenburger, München 1979, ISBN 3-485-00350-6. Überarbeitete Neuausgabe mit Illustrationen von Michael Mathias Prechtl: Nymphenburger, München 1995, ISBN 3-485-00739-0.
- Das Messingherz oder Die kurzen Beine der Wahrheit. Roman. Nymphenburger, München 1979, ISBN 3-485-00368-9. 3., erweiterte Auflage als Bd. 1 der Gesammelten Werke, 1988.
- Ball bei Thod. Erzählungen. Nymphenburger, München 1980, ISBN 3-485-00390-5. Teilausgabe als: Die springenden Alleebäume: Erzählungen. DTV (dtv #8329), München 1996, ISBN 3-423-08329-8. Erweiterte Neuausgabe: Ball bei Thod: Eine Farbenlehre. LangenMüller, München 2011, ISBN 978-3-7844-3261-8.
- Ballmanns Leiden oder Lehrbuch für Konkursrecht. Roman. Nymphenburger, München 1981, ISBN 3-485-00408-1.
- Vorstadt-Miniaturen: Gefolgt von Der Basilisk. Nymphenburger, München 1982, ISBN 3-485-00420-0.
- Das Zwergenschloss und sieben andere Erzählungen. Nymphenburger, München 1982, ISBN 3-485-00432-4.
- Die Herberge zum irdischen Paradies: Ein Plädoyer für das unsterbliche Gasthaus von Herbert Rosendorfer mit vielen farbige Radierungen von Janosch, einem alpenländischen Festkalender von Benno Eisenburg, sowie einer zünftigen Wirtshausplatte von der Simon Geigenmusi, der Tiroler Kirchtagmusik und dem Zandter Viergesang. München 1982.
- Leben und Wirken von drei Dichter-Juristen. 1983 (NJW).
- Steinbichler Geschichten: Ein Drehbuch. Residenz, Salzburg & Wien 1983, ISBN 3-7017-0339-6.
- Briefe in die chinesische Vergangenheit. Roman. Nymphenburger, München 1983, ISBN 3-485-00453-7.
- Der Traum des Intendanten: Gedanken zur Musik. Nymphenburger, München 1984, ISBN 3-485-00470-7.
- Merkwürdige Begebenheiten. Deutschlehrer am Gymnasium Weilheim (Weilheimer Hefte zur Literatur #13), Weilheim 1984.
- Herkulesbad: Eine österreichische Geschichte. Nymphenburger, München 1985, DNB 850718538.
- Die Frau seines Lebens und andere Geschichten. Nymphenburger, München 1985, ISBN 3-485-00498-7.
- Vier Jahreszeiten im Yrwental: Vier Berichte. Nymphenburger, München 1986, ISBN 3-485-00527-4.
- mit Jean-Marie Bottequin: Die bayerische Götterdämmerung: König Ludwig II. von Bayern und die echte Wahrheit über das Neuschwanstein-Komplott. Aus den geheimen Archiven von Herbert Rosendorfer und Jean-Marie Bottequin. Mit einem kritischen Vorwort von Herbert Riehl-Heyse. Nymphenburger, München 1986, DNB 861025377.
- Das Gespenst der Krokodile und Über das Küssen der Erde. Zwei Erzählungen. Nymphenburger, München 1987, ISBN 3-485-00545-2.
- … ich geh zu Fuß nach Bozen und andere persönliche Geschichten. Nymphenburger, München 1988, ISBN 3-485-00566-5.
- Die Nacht der Amazonen. Roman. Kiepenheuer & Witsch, Köln 1989, ISBN 3-462-01995-3.
- Don Ottavio erinnert sich: Unterhaltungen über die richtige Musik. Hrsg. und mit einem Nachwort von Hanspeter Krellmann. Bärenreiter, Kassel 1989, ISBN 3-7618-0952-2.
- Der Bettler vor dem Café Hippodrom. 1990.
- Die angebliche Adoption des Augustus durch Cäsar. Akademie der Wissenschaften und der Literatur Mainz. Klasse der Literatur: Abhandlungen der Klasse der Literatur Jg. 1990, Nr. 1. Steiner, Stuttgart 1990, ISBN 3-515-05674-2.
- Rom: Eine Einladung. Kiepenheuer & Witsch, Köln 1990, ISBN 3-462-02056-0. Vollständig neu bearbeitete Ausgabe: Kiepenheuer & Witsch, Köln 2003, ISBN 3-462-03237-2.
- Mitteilungen aus dem poetischen Chaos: Römische Geschichten. Kiepenheuer & Witsch, Köln 1991, ISBN 3-462-02098-6.
- Die goldenen Heiligen oder Columbus entdeckt Europa. Roman. Kiepenheuer & Witsch, Köln 1992, ISBN 3-462-02173-7.
- Vatikanische und andere Idyllen. Ed. Raetia, Bozen 1992, ISBN 88-7283-022-2.
- Rom. Unter Mitarbeit von Kerstin Becker und Lothar Pauckner. Fotos von Bernhard Koenig und Martin Thomas. Prestel, München 1993, ISBN 3-7913-1257-X. Auch als: ADAC-Reiseführer, München 1994, ISBN 3-87003-620-6.
- Venedig: Eine Einladung. Kiepenheuer & Witsch, Köln 1993, ISBN 3-462-02264-4.
- Die Erfindung des SommerWinters: Neue Erzählungen, Gedichte, Glossen und Aufsätze. DTV (dtv #11782), München 1994, ISBN 3-423-11782-6.
- Große Prosa. Hrsg. von Hans A. Neunzig. Nymphenburger, München 1994, ISBN 3-485-00682-3.
- Ein Liebhaber ungerader Zahlen: Eine Zeitspanne. Roman. Kiepenheuer & Witsch, Köln 1994, ISBN 3-462-02328-4.
- Absterbende Gemütlichkeit: Zwölf Geschichten aus der Mitte der Welt. Kiepenheuer & Witsch, Köln 1996, ISBN 3-462-02518-X.
- Das selbstfahrende Bett: Eine Sternfahrt. Erzählung. Kiepenheuer & Witsch, Köln 1996, ISBN 3-462-02542-2.
- Die große Umwendung: Neue Briefe in die chinesische Vergangenheit. Roman. Kiepenheuer & Witsch, Köln 1997, ISBN 3-462-02632-1.
- Aus der Pfanne des Weltgeistes. Gedichte. Mit Zeichnungen von F. W. Bernstein. Ed. Raetia, Bozen 1997, ISBN 88-7283-104-0.
- Musikfeuilletons. Ahn & Simrock Bühnen- und Musikverlag, München 1997.
- Ungeplante Abgänge: Zwei neue Geschichten aus der Mitte der Welt. Kiepenheuer & Witsch, Köln 1998, ISBN 3-462-02682-8.
- Autobiographisches: Kindheit in Kitzbühel und andere erinnernde Geschichten. Nymphenburger, München 1998, ISBN 3-485-00791-9.
- Die junge Maria Stuart. Erzählungen. Nachwort von Eckhard Henscheid. Reclam (RUB #9736), Stuttgart 1998, ISBN 3-15-009736-3.
- Der Rembrandt-Verbesserer. München 1998.
- Deutsche Geschichte: Ein Versuch. 6 Bände. Nymphenburger, München:
  1. Von den Anfängen bis zum Wormser Konkordat. 1998, ISBN 3-485-00792-7.
  2. Von der Stauferzeit bis zu König Wenzel dem Faulen. 2001, ISBN 3-485-00883-4.
  3. Vom Morgendämmern der Neuzeit bis zu den Bauernkriegen. 2002, ISBN 3-485-00914-8.
  4. Der Dreißigjährige Krieg. 2004, ISBN 3-485-01002-2.
  5. Das Jahrhundert des Prinzen Eugen. 2006, ISBN 3-485-01083-9.
  6. Friedrich der Große, Maria Theresia und das Ende des Alten Reiches. 2010, ISBN 978-3-485-01310-9.
- Kirchenführer Rom. Ed. Leipzig, Berlin 1999, ISBN 3-361-00485-3.
- Die Schönschreibübungen des Gilbert Hasdrubal Koch. Erzählungen. Kiepenheuer & Witsch, Köln 1999, ISBN 3-462-02797-2.
- Der China-Schmitt: Neue Geschichten. Kiepenheuer & Witsch, Köln 1999, ISBN 3-462-02802-2.
- Die besten Geschichten. Nymphenburger, München 1999, ISBN 3-485-00824-9.
- Familiengeschichten. München [u. a.] 1999.
- Zwei Scherzos. Akademie der Wissenschaften und der Literatur Mainz. Klasse der Literatur: Abhandlungen der Klasse der Literatur Jg. 2000, Nr. 2. Steiner, Stuttgart 2000, ISBN 3-515-07787-1.
- Die Erscheinung im Weißen Hotel: Unheimliche Geschichten zu unheimlichen Bildern. Mit Illustrationen von Fabius von Gugel. Kiepenheuer & Witsch, Köln 2000, ISBN 3-462-02913-4.
- O sole mio oder Warum die Drei Tenöre immer noch singen. Mit Zeichnungen von Luis Murschetz. Sanssouci, Zürich 2000, ISBN 3-7254-1175-1.
- Fiederer und Rosendorfer im Orphée. Mit 105 Zeichnungen von Georg Fiederer. Kunstkontor Westnerwacht, Regensburg 2000, DNB 984450041.
- Kadon, ehemaliger Gott. Erzählung. Kiepenheuer & Witsch, Köln 2001, ISBN 3-462-02971-1.

- Gemalte Post. Kunstkarten von C. A. Wasserburger. Texte von Herbert Rosendorfer und Alois Martin. Frederking und Thaler, München 2001, ISBN 3-89405-439-5.
- Der ewige Wagner / Der gestrandete Holländer: Zwei Wagner-Parodien. Illustriert von F. W. Bernstein. Kleebaum-Verlag (Kleine fränkische Bibliothek #10), Bamberg 2001, DNB 969868359.
- Die Kellnerin Anni. Nymphenburger, München 2002, ISBN 3-485-00903-2.
- Annäherung an die Wahrheit: Dreizehn Versuche, die Zeit und die Welt oder zumindest einige Teile davon zu verstehen. Provinz-Verlag, Brixen 2002, ISBN 88-88118-11-X.
- Salzburg für Anfänger. Nymphenburger, München 2003, ISBN 3-485-00962-8.
- Die Gespensterrepublik oder Drei Tage auf dem Heiligen Berg Athos: Eine Beobachtung. Reisebericht. Ed. Raetia, Bozen 2003, ISBN 88-7283-193-8.
- Die Donnerstage des Oberstaatsanwalts. Roman. Nymphenburger, München 2004, ISBN 3-485-01022-7.
- Der Hilfskoch oder wie ich beinahe Schriftsteller wurde. Roman. Nymphenburger, München 2005, ISBN 3-485-01064-2.
- Amadeus und Pauline: Eine magische Reise mit W. A. Mozart. München 2006. (zusammen mit Julia Andreae und Iris Wolfermann)
- Was trägt der Mann von Welt auf dem Denkmal? Große Prosa. Area, Erftstadt 2006, ISBN 3-89996-583-3.
- Monolog in Schwarz und andere dunkle Erzählungen. LangenMüller, München 2007, ISBN 978-3-7844-3105-5.
- Richard Wagner für Fortgeschrittene. LangenMüller, München 2008, ISBN 978-3-7844-3128-4.
- Kirchenführer Venedig. Ed. Leipzig, Leipzig 2008, 2. Aufl. 2013, ISBN 978-3-361-00618-8.
- Der Gnadenbrotbäcker: Das Bilderbuch der Unberufe. 27 Miniaturen. Illustriert von Kay Voigtmann. Folio-Verlag (Transfer #89), Wien & Bozen 2009, ISBN 978-3-85256-475-3.
- Der Mann mit den goldenen Ohren: Ein Italienroman. Kiepenheuer & Witsch, Köln 2009, ISBN 978-3-462-04077-7.
- Richard Wagner, der fröhliche Heide. oder Die Aufhebung der dramatischen Zentralperspektive. Akademie der Wissenschaften und der Literatur Mainz. Klasse der Literatur: Abhandlungen der Klasse der Literatur Jg. 2009, Nr. 3. Steiner, Stuttgart 2009, ISBN 978-3-515-09627-0.
- Dem Mann kann geholfen werden: Ein Trauerspiel in fünf Akten. Kyrene, Innsbruck 2009, ISBN 978-3-900009-48-9.
- Letzte Mahlzeiten: Die Aufzeichnungen des königlich bayrischen Henkers Bartholomäus Ratzenhammer: Mit alten Rezepten. Neu interpretiert von Herbert Hintner. Folio-Verlag, Wien & Bozen 2010, ISBN 978-3-85256-529-3. (mit Herbert Hintner)
- Neue Lieder, schlichte Weisen. Gedichte. Hrsg. von Martin Kolozs. Kyrene, Innsbruck 2010, ISBN 978-3-900009-74-8.
- mit Selma Mahlknecht: Lunarda. Roman. Innsbruck Univ. Press, Innsbruck 2011. ISBN 978-3-902719-91-1.
- Der Meister. Roman. C. Bertelsmann (Edition Elke Heidenreich), München 2011, ISBN 978-3-570-58030-1.
- Sotto voce: Bemerkungen zur Musik. Ruhpolding 2012.
- Huturm: Nachrichten aus der Tiefe der Provinz. Folio-Verlag, Wien & Bozen 2012, ISBN 978-3-85256-598-9.
- Die Kaktusfrau. Erzählungen. Kiepenheuer & Witsch, Köln 2012, ISBN 978-3-462-04473-7.
- Finsternis: Bäuerliches Trauerspiel in zwei Akten. Theaterstück. FolioVerlag, Wien & Bozen 2013, ISBN 978-3-85256-620-7.
- mit Paul Sahner: Ich beginne, an der Nichtexistenz Gottes zu zweifeln …: Letzte Gespräche. Langen-Müller, München 2013, ISBN 978-3-7844-3332-5.
- Martha: Von einem schadhaften Leben. Roman. Langen-Müller, München 2014, ISBN 978-3-7844-3343-1.

- Gesammelte Werke in Einzelausgaben. Nymphenburger, München.
  - Bd. 1. Das Messingherz oder die kurzen Beine der Wahrheit. 1988, ISBN 3-485-00572-X.
  - Bd. 2. Skaumo. Schelmenlied. 1989, ISBN 3-485-00591-6.
  - Bd. 3. Der Prinz von Homburg. 1989, ISBN 3-485-00596-7.
  - Bd. 4. Briefe in die chinesische Vergangenheit. 1991, ISBN 3-485-00631-9.
  - Bd. 5. Deutsche Suite. 1992, ISBN 3-485-00655-6.
  - Bd. 6. Der Ruinenbaumeister. 1992, ISBN 3-485-00666-1.

### Theaterstücke
- Affenparade. 33 Dialoge zur Zeitgeschichte. Ahn & Simrock Bühnen- und Musikverlag, Hamburg 2010.
- Affenzucker. Stück in einem Akt. Ahn & Simrock Bühnen- und Musikverlag, München 2000.
- Der Basilisk. Stück in fünf Bildern. Ahn & Simrock Bühnen- und Musikverlag, München 1982.
- Die Bengalische Rolle. Komödie in fünf Akten. Ahn & Simrock Bühnen- und Musikverlag, München 1985.
- Bildschirmblähung. Szene. Ahn & Simrock Bühnen- und Musikverlag, München 1989.
- B. oder Eine Ameise als Königin von England. Stück in einem Akt. Ahn & Simrock Bühnen- und Musikverlag, München 1989.
- Brangäne oder Hochzeitsnacht in Stellvertretung. Trauerspiel in dreizehn Szenen und einem Epilog. Ahn & Simrock Bühnen- und Musikverlag, München.
- Briefe in die Chinesische Vergangenheit. Bühnenrechte Ahn & Simrock Bühnen- und Musikverlag, Hamburg 2010.
- Dem Manne kann geholfen werden. Trauerspiel in fünf Akten. Ahn & Simrock Bühnen- und Musikverlag, München 1980.
- Der Widerspenstigen bayrische Zähmung. Komödie. Ahn & Simrock Bühnen- und Musikverlag, München 1989.
- Don Tristano und Donna Isotta oder Zwei Stunden sind oft mehr wert als vier. Leitmotiv-Burleske in drei Akten. Ahn & Simrock Bühnen- und Musikverlag, München 1983.
- Duchessa Badhur. Stück. Ahn & Simrock Bühnen- und Musikverlag, München 1999.
- Der ewige Wagner. Stück. Ahn & Simrock Bühnen- und Musikverlag, München 1999.
- Fröhlicher Abend. Volksstück in einem Akt. Ahn & Simrock Bühnen- und Musikverlag, München 1989.
- Der gestrandete Holländer oder An dem Fjord, da gibt’s koa Sünd’. Posse mit Gesang in drei Akten. Ahn & Simrock Bühnen- und Musikverlag, Hamburg 2001.
- Die Elf Karten. Stück. Ahn & Simrock Bühnen- und Musikverlag, Hamburg 2009.
- Die Hexe von Kurtasch. Historisches Volksstück in 12 Szenen. Ahn & Simrock Bühnen- und Musikverlag, Hamburg, 2010.
- Die Hexe von Schongau. Volksstück in drei Akten. Ahn & Simrock Bühnen- und Musikverlag, München 1991.
- Jupiters letztes Abenteuer. (Rosendorfers Rom), Revue. Ahn & Simrock Bühnen- und Musikverlag, München 1997.
- Die Kellnerin Anni.
  - Die Kellnerin Anni – Fünf Szenen für eine Dame. Ahn & Simrock Bühnen- und Musikverlag, München 1984.
  - Zigarettenpause – Sechs Szenen für eine Dame. Ahn & Simrock Bühnen- und Musikverlag, München 1998.
  - Neues Glück – Fünf Szenen für eine Dame. Ahn & Simrock Bühnen- und Musikverlag, München 1999.
- Der lästige Ungar. Volksstück in drei Akten. Ahn & Simrock Bühnen- und Musikverlag, München 1989
- Die Madonna in der Buche oder Das Wunder von Küssnacht. Ein volksnahes Drama in 13 Teilen. Ahn & Simrock Bühnen- und Musikverlag, München 1998.
- Mandragola. Komödie in fünf Akten nach Machiavelli. Ahn & Simrock Bühnen- und Musikverlag, München 1985.
- Mein Name ist Urlappi. Stück. Ahn & Simrock Bühnen- und Musikverlag, München 1989.
- Naumburger Historienspiele. Stück. Ahn & Simrock Bühnen- und Musikverlag, München 1999.
- Der Neunhundertneunundneunzig-Sassa. Theaterstück in einem Akt. Ahn & Simrock Bühnen- und Musikverlag, München 2001.
- Oh Tyrol oder Der Letzte auf der Säule. Monolog für einen Schauspieler. Ahn & Simrock Bühnen- und Musikverlag, München 1985.
- Die Papiere von gestern. Schauspiel in drei Akten. Ahn & Simrock Bühnen- und Musikverlag, München 1982. Auch als: Papiere von gestern: Schauspiel in vier Akten. Turmschreiber-Verlag, Pfaffenhofen 1995, ISBN 3-930156-29-6.
- Die politischen Hochzeiter oder Es bleibt alles in der Familie. Eine ländliche Komödie in fünf Akten. Ahn & Simrock Bühnen- und Musikverlag, München 1984.
- Rondo Mortale. Stück in acht Teilen. Ahn & Simrock Bühnen- und Musikverlag, München 1996.
- Salomé. Stück in einem Akt, Neuübersetzung und Bearbeitung nach Oscar Wilde. Ahn & Simrock Bühnen- und Musikverlag, Hamburg 2002.
- Scheiblgriess. Schauspiel in 17 Szenen. Ahn & Simrock Bühnen- und Musikverlag, München 1980.
- Die Subvention oder In welche Richtung schaut die Mona Lisa? Ein Stück für vier Schauspieler. Ahn & Simrock Bühnen- und Musikverlag, München 1991.
- Trau schau wem. Komödie in neuen Szenen und zwei Zwischenszenen. Ahn & Simrock Bühnen- und Musikverlag, München.
- Der Untermieter. Stück. Ahn & Simrock Bühnen- und Musikverlag, München 1983.
- Die Venezianer in Schongau Volksstück. Ahn & Simrock Bühnen- und Musikverlag, München 1996.
- Vorstadt-Miniaturen I. Ahn & Simrock Bühnen- und Musikverlag, München 1977/78.
- Vorstadt-Miniaturen II. Ahn & Simrock Bühnen- und Musikverlag, München 1978.
- Vorstadt-Miniaturen III. Ahn & Simrock Bühnen- und Musikverlag, München 1984/1989.
- Zeit zu reden, Zeit zu schweigen – Szenen aus den letzten Jahren des Pater Rupert Mayer. Schauspiel in zwei Akten (19 Bildern). Ahn & Simrock Bühnen- und Musikverlag, München 1984
- Die Zwölf Apostel von Rohrdorf. Stück. Ahn & Simrock Bühnen- und Musikverlag, München 1999, Uraufführung 1. Dezember 2005 im Benediktinergymnasium Ettal

### Hörbücher
- Die große Umwendung – Ausschnitte, Gedicht und Klavier-Kompositionen. Gelesen von Herbert Rosendorfer. 1997.
- Briefe in die chinesische Vergangenheit. Gelesen von Herbert Rosendorfer. München 2002.
- Die Kellnerin Anni. Gelesen von Lisa Kreuzer. München 2002.
- Deutsche Geschichte – Ein Versuch. Gelesen von Gert Heidenreich.
  - Vol. 1, Von den Anfängen bis zum Wormser Konkordat. Langen Müller, München 2006, ISBN 978-3-7844-4066-8.
  - Vol. 2, Von der Stauferzeit bis zu König Wenzel dem Faulen. Langen Müller, München 2006, ISBN 978-3-7844-4079-8.
  - Vol. 3, Vom Morgendämmern der Neuzeit. Langen Müller, München 2006, ISBN 978-3-7844-4089-7.
  - Vol. 4, Am Vorabend der Reformation. Langen Müller, München 2007, ISBN 978-3-7844-4110-8.
  - Vol. 5, Von der Reformation bis zum Dreißigjährigen Krieg. Langen Müller, München 2007, ISBN 978-3-7844-4131-3.
  - Vol. 6, Der Dreißigjährige Krieg. Langen Müller, München 2008, ISBN 978-3-7844-4152-8.
  - Vol. 7, Von plänkenden Fürsten und herannahenden Türken. Langen Müller, München 2008, ISBN 978-3-7844-4167-2.
  - Vol. 8, Das Jahrhundert des Prinz Eugen. Langen Müller, München 2009, ISBN 978-3-7844-4190-0.
- Brangäne oder die Hochzeit in Stellvertretung. Gelesen von Herbert Rosendorfer und Lilli Schwabe. Wien 2006, ISBN 978-3-7085-0151-2.
- Vorstadtminiaturen. Gelesen von Veronika-Marie von Quast und Wolf Euba. München 2007, ISBN 978-3-7844-4108-5.
- Träumende Schulweisheit. Gelesen von Herbert Rosendorfer. München 2008, ISBN 978-3-7844-4172-6.
- Der Totbeter. Gelesen von Herbert Rosendorfer. München 2009, ISBN 978-3-7844-4185-6.
- Schattenwürfe: Zwölf moralische Überlegungen. Gelesen von Herbert Rosendorfer und Konstantin Wecker. Sturm und Klang, München 2017, EAN: 4042564180145.

### Drehbücher
- Ein Fall für zwei (eine Episode)
  -  Der Jäger als Hase (30. April 1982)
- Der Alte (zwei Episoden)
  - Zeugenaussagen (23. Juni 1978)
  - Eine große Familie (2. November 1979)
- Polizeiinspektion 1 (18 Episoden)
  - Und keine Kopeke weniger (1. September 1977)
  - Verfolgungswahn (22. Oktober 1977)
  - Die Reportage (29. Oktober 1977)
  - Die Referendarinnen (25. November 1978)
  - Aus wissenschaftlichen Gründen (9. Dezember 1978)
  - Ein Sack voll Brillanten (23. Dezember 1978)
  - Feueralarm (15. Januar 1980)
  - Das Denkrohr (12. Februar 1980)
  - Die unangenehme Sache mit Berndi (19. Februar 1980)
  - Der Mord (3. November 1981)
  - Der nächtliche Gast (8. Dezember 1981)
  - Rosenmontag (15. Dezember 1981)
  - Einrichtungshaus Franke (22. Dezember 1981)
  - Die Herrenkommode (14. Dezember 1982)
  - Die Möbel im Park (1. Februar 1983)
  - Zwangsräumung (9. Januar 1984)
  - Die Fortuna-Verkehrs-GmbH (22. Januar 1985)
  - Alles Glück dieser Erde (5. März 1985)
- Tatort (vier Episoden)
  - Weißblaue Turnschuhe (24. Juni 1973)
  - Wohnheim Westendstraße (9. Mai 1976)
  - Usambaraveilchen (20. April 1981)
  - Blaßlila Briefe (25. Juli 1982, nur Drehbuchvorlage)
- Deckname Sacher Fernsehserie. Ahn & Simrock Bühnen- und Musikverlag, München.

### Kompositionen
- Zwei Märsche opus 7 für Klavier zu vier Händen. München 1999.
- Momenti musicali opus 8a per flauto e pianoforte. München 2000.
- Momenti musicali opus 8b per oboe e pianoforte. München 2000.
- Ruhm und Ehre der Stadt Passau opus 9 für Oboe (Flöte), Klarinette in B und Fagott. München 2000.
- Zwei Gesänge op. 10 Nr. 1 und 2 für Mezzosopran und kleines Orchester. München 2000.
- Konzert D-Dur für Oboe und kleines Orchester op. 14 „The Dog in the Window“ UA Nov. 2008 Lingen/Ems.

### Bearbeitung fürs Musiktheater
- Mein Name ist Urlappi (1998/99). Kammeroper. Libretto: ? Musik: Karola Obermüller. UA 8. November 1999 Nürnberg (Hochschule für Musik).

### Zeichnungen und Aquarelle
- Die Schönen des Waldes: Bildsatiren. Hrsg. und mit Texten versehen von Emanuel Schmid. Nymphenburger, München 2001, ISBN 3-485-00875-3.